# Supercopa andorrana 2003
La Supercopa andorrana 2003 è stata la prima edizione della supercopa andorrana di calcio.
La partita fu disputata dal FC Santa Coloma, vincitore del campionato, e dal UE Sant Julià, finalista della coppa.
L'incontro si giocò il 14 settembre 2003 allo Estadi Comunal d'Aixovall e vinse il FC Santa Coloma 3-2 ai tempi supplementari.

## Tabellino
| Aixovall 14 settembre 2003, ore 14:00                                                        | FC Santa Coloma | 3 – 2                        | UE Sant Julià | Estadi Comunal d'Aixovall |
| \| \| \| \| \| Hernan Walker (2) A. Ferreira \| Marcatori \| Sergi Roca Gerardo Rodríguez \| |                 |                              |               |                           |
|                                                                                              |                 |                              |               |                           |
| Hernan Walker (2) A. Ferreira                                                                | Marcatori       | Sergi Roca Gerardo Rodríguez |               |                           |